# Kapitan Andreevo
Kapitan Andreevo (bulgariska: Капитан Андреево) är ett distrikt i Bulgarien.   Det ligger i kommunen Obsjtina Svilengrad och regionen Chaskovo, i den sydöstra delen av landet, 270 km öster om huvudstaden Sofia. Antalet invånare är 841. Arean är 28,5 kvadratkilometer.
Terrängen i Kapitan Andreevo är huvudsakligen platt.
Trakten runt Kapitan Andreevo består till största delen av jordbruksmark. Runt Kapitan Andreevo är det glesbefolkat, med 15 invånare per kvadratkilometer.